# Евертон (Арканзас)
Евертон (енгл. Everton) град је у америчкој савезној држави Арканзас.

## Демографија
По попису из 2010. године број становника је 133, што је 37 (-21,8%) становника мање него 2000. године.
| Група             | 2000.       | 2010.       |
| Белци             | 162 (95,3%) | 121 (91,0%) |
| Афроамериканци    | 0 (0,0%)    | 1 (0,8%)    |
| Азијати           | 1 (0,6%)    | 0 (0,0%)    |
| Хиспаноамериканци | 6 (3,5%)    | 1 (0,8%)    |
| Укупно            | 170         | 133         |